# Иоасаф (Вишняков)
Епископ Иоаса́ф (в миру Андре́й Па́влович Вишняко́в; род. 12 августа 1979, Жуковский) — архиерей Русской Православной Церкви,  епископ Славгородский и Каменский.
Тезоименитство 10 (23) сентября (преподобного Иоасафа Каменского).

## Биография
Родился 12 августа 1979 в г. Жуковском Московской обл. Крещен в младенчестве.
В 1996 г. окончил профессионально-техническое училище № 61 г. Жуковского.
В 1996 г. — старший пономарь, келейник игумена Спасо-Прилуцкого Димитриева мужского монастыря г. Вологды.
В 1997—1999 гг. обучался в Вологодском православном духовном училище (отделение ставленников).
В 1999—2001 гг. проходил срочную военную службу в войсках радиационной, химической и биологической защиты.
16 апреля 2002 г. наместником Спасо-Прилуцкого Димитриева монастыря игуменом Дионисием (Воздвиженским) пострижен в монашество с именем Иоасаф в честь прп. Иоасафа Каменского, Вологодского чудотворца.
14 августа 2002 г. в Спасском соборе Спасо-Прилуцкого Димитриева монастыря епископом Вологодским и Великоустюжским Максимилианом рукоположен в сан иеродиакона.
В 2002—2013 гг. — клирик Спасо-Прилуцкого Димитриева монастыря (с 2003 г. — эконом).
12 июля 2008 г. в Спасском соборе Спасо-Прилуцкого Димитриева монастыря архиепископом Вологодским и Великоустюжским Максимилианом рукоположен в сан иеромонаха.
В 2013—2014 гг. — настоятель Архиерейского подворья «Спасо-Каменный монастырь», в 2014—2018 гг. — настоятель Архиерейского подворья «Ферапонтов монастырь» с. Ферапонтово Вологодской обл.
В 2014 г. назначен настоятелем храма Богоявления Господня и храма прп. Нила Сорского с. Ферапонтово.
В 2015 г. окончил Костромскую духовную семинарию (заочное отделение экстерната).
Решением Священного Синода от 15 октября 2018 г. (журнал № 96) назначен игуменом Богородице-Рождественского Ферапонтова мужского монастыря с. Ферапонтово.
В 2019 г. назначен благочинным монастырей Вологодской епархии.
С 2019 г. — старший преподаватель Вологодской духовной семинарии.
В 2021 г. окончил Санкт-Петербургскую духовную академию (магистр богословия). С 2022 г. проходит обучение в аспирантуре СПбДА.

### Архиерейство
Решением Священного Синода от 15 мая 2025 г. (журнал № 34) избран Преосвященным епископом Славгородским и Каменским.
18 мая 2025 г. за Литургией в Воскресенском кафедральном соборе г. Вологды митрополитом Вологодским и Кирилловским Саввой возведен в сан архимандрита..
29 мая 2025 г. в храме Вознесения Господня рукоположен во епископа. Хиротонию совершили Патриарх Московский и всея Руси Кирилл, митрополит Воскресенский Григорий (Петров), митрополит Вологодский и Кирилловский Савва (Михеев), митрополит Барнаульский и Алтайский Сергий (Иванников), епископ Рубцовский и Алейский Роман (Корнев), епископ Бийский и Белокурихинский Серафим (Савостьянов), епископ Раменский Алексий (Туриков).

## Публикации
Иоасаф (Вишняков), игум. Проблема репрезентативности источниковой базы для историко-церковных исследований второй половины XVII в. (на примере изучения периода ссылки патриарха Никона) // Церковь. Богословие. История. 2021. № 2. С. 240-245.
Иоасаф (Вишняков), игум. Зодческая деятельность патриарха Никона в ссыльный период // Церковь. Богословие. История. 2022. № 3. С. 336-340.
Балабейкина О. А., Иоасаф (Вишняков А. П.), игум., Гаврилова К. С., Таланцева П. А.Использование культово-культурной инфраструктуры в целях развития внутреннего туризма (на примере Вологодской области) // Экономические и социальные проблемы России. 2024. № 4 (60). С. 90-105.
Иоасаф (Вишняков), игум. Личность и служение архиепископа Михаила (Мудьюгина) в аспекте церковно-государственных взаимоотношений советского периода (кон. 1960-х - 1970-е гг.) // Христианское чтение. 2024. № 3. С. 343-350.
Иоасаф (Вишняков), игум. Некоторые аспекты публикационной деятельности архиепископа Михаила (Мудьюгина) в период управления им Астраханской епархией // Теологический вестник Смоленской православной духовной семинарии. 2024. № 1 (22). С. 198-207.
Иоасаф (Вишняков), игум. Деятельность архиепископа Михаила (Мудьюгина) на фоне трансформации церковно-государственных отношений в конце 1980-х-начале 1990-х гг. // Теологический вестник Смоленской православной духовной семинарии. 2024. № 3 (24). С. 52-61.